# Sữa bắp
Sữa bắp hay còn gọi là sữa bột bắp là một loại thực phẩm ở dạng lỏng (có thể ở mức độ lỏng bỏng hoặc sệt hơn) được chế biến từ nguyên liệu là bắp bằng phương pháp nghiền nghiền nhỏ hạt ngô để thu bột bắp và thu thập các dư lượng sữa từ ngô sau đó nấu chín.

## Giới thiệu
Đây là một chế phẩm gần như dạng lỏng của ngô ngọt, nhưng không giống như các chế phẩm khác của ngô ngọt, sữa bắp chỉ được xay nhuyễn một phần, đường và tinh bột có thể được thêm vào và chế biến trong môi trường trong nước, và có thể chế thêm một số loại sữa. Sữa bắp có ưu điểm là nguyên liệu dễ tìm và giá lại rẻ đồng thời dễ chế biến nên nhiều người có thể tự tay chế biến ở nhà.
Xuất phát nguyên thủy của sữa bắp là từ nước Mỹ, tại đây, sữa bắp là các sản phẩm từ ngô ngọt và được chế phẩm ở dạng lỏng, sệt, nó được chế biến như là một món xúp hoặc nước sốt và là một phần quan trọng của ẩm thực miền Trung Tây Hoa Kỳ, thường được bán theo các đóng hộp (các công ty như Del Monte Foods). Ở Việt Nam, việc chế biến sữa bắp tương tự như cách chế biến sữa đậu nành và là sản phẩm xuất hiện trên thị trường trong thời gian gần đây.

## Công dụng
Sữa bắp dễ uống và thơm ngon, bổ dưỡng, không chứa cholesterol đồng thời sữa bắp không có lactose nên không có mùi hôi như sữa bò. Sữa bắp từng được quảng cáo rộng rãi ở Thái Lan trong năm 1998, như một thức uống bổ dưỡng và có khả năng chống lão hoá tế bào. 
Sữa bắp có thể được dùng nóng hoặc lạnh.

## Khuyến cáo
Theo những chuyên gia ủng hộ sử dụng ngũ cốc trong các bữa ăn thì nên sử dụng bắp nguyên hạt thay vì ở dạng sữa việc sử dụng bắp ở dạng nguyên hạt là thích hợp nhất, vì nó chứa đầy đủ các thành phần dinh dưỡng có lợi. Còn sữa bắp đã bị loại bỏ một phần chất dinh dưỡng, xơ và vitamin, vì vậy chỉ nên thỉnh thoảng vài ngày uống một ly sữa bắp (200ml).
Sữa bắp tốt cho sức khoẻ, nhưng theo các chuyên gia về dinh dưỡng, có mười điều cần cân nhắc cho những người kiên trì uống sữa bắp ngọt mỗi ngày dễ mắc các chứng như dễ béo phì, dễ sâu răng, tăng đường huyết, tăng lượng cholesterol và triglyceride, tăng nguy cơ các bệnh tim mạch, thiếu máu, suy giảm sức đề kháng, chán ăn, mệt mỏi, tăng sự dung nạp (không thể cắt giảm được).
Nếu tự chế biến sữa bắp tại nhà, cần chú ý khi đun phải quậy liền tay, không nên để lửa lớn và vừa sôi thì tắt bếp. Chỉ có thể dùng ngay hoặc bảo quản trong tủ lạnh hai ngày. Nhiều nơi khi chế biến có gia thêm các chất bảo quản để giữ được lâu hơn.